# Paul Caballero
PAUL Caballero (Cartagena de Indias) es un productor, director de teatro, dramaturgo y activista colombiano radicado en Argentina que trabaja en teatro y televisión.

## Biografía
Paul Caballero, nació en Cartagena (Colombia). Estudió Comunicación Social en la Universidad Jorge Tadeo Lozano y la Universidad de Buenos Aires. 
Se radicó en Buenos Aires en 2002 ejerciendo como corresponsal internacional para el Canal RCN de Colombia, fue participante del reality Cuestión de peso (Argentina) y productor de Hoy Puede Ser, Homenaje a Teatro Abierto y Variaciones Walsh. Su formación también lo llevó a estudiar dirección con el maestro Omar Pacheco y actuación con la técnica Joy Morris.
Su obra Reconversos, coescrita e interpretada con Cristian Mariani y centrada en los efectos de la Terapia de reorientación sexual realizó una gira internacional por los siguientes países: Colombia, España, Dinamarca, Puerto Rico y Estados Unidos. En Argentina se representó dirigida por Fran Cantó en Buenos Aires y por Álvaro Benavente en Mendoza, en ambas ciudades obtuvo el reconocimiento de interés cultural por sus respectivos cuerpos legislativos.
Como activista político perteneció durante 10 años a la Comunidad Homosexual Argentina liderando entre otras la campaña Más inclusión, sin bullying y se desempeñó como coordinador de programas en América Latina para ILGA, actualmente está vinculado a la Fundación Igualdad.

## Teatro
| Obra                       | Año            | Género                  | Sala | Rol                         | Notas                                                  |
| -------------------------- | -------------- | ----------------------- | --- | --------------------------- | ------------------------------------------------------ |
| Adriano bajo la puna       | 2023           | Unipersonal             | Area623 | Dramaturgo Director         | Coescrita con Cristian Mariani                         |
| Ava                        | 2022           | Drama Ciencia Ficción   | CC Borges | Dramaturgo Director         |                                                        |
| Del otro lado del corazón  | 2022           | Radioteatro             | CC San Martín | Productor Ejecutivo         | Obra del FITI2022                                      |
| Reconversos                | 2022           | Drama                   | - Teatro El Ojo (CABA/Argentina) - Sala Seki Sano (Bogotá/Colombia) - Off Latina (Madrid/España) - Teatro Buenos Aires (CABA/Argentina) - Itaca Complejo Teatral (CABA/Argentina) - Napoleón de la Rosa (Cartagena/Colombia) - Teatro Victoria Espinoza (San Juan/Pto Rico) - Sala Julia de Burgos (NYC/USA) | Director, actor, dramaturgo | - Coescrita con Cristian Mariani.                      |
| La Manzana de Adán         | 2022           | Comedia                 | Teatro Nün | Director                    |                                                        |
| Siete pasos                | 2021           | Performance             | Streaming | Autor                       |                                                        |
| Operación Holanda          | 2018           | Comedia                 | Microteatro | Director Autor              |                                                        |
| Lúcida                     | 2018           | Drama                   | CC IMPA | Director Autor              |                                                        |
| Padre Patria               | 2017           | Drama                   | Teatro Buenos Aires | Director Autor              |                                                        |
| Naked Boys Reading         | 2017           | Recital literario       | Milion | Director                    |                                                        |
| Crápulas                   | 2016 2017      | Drama - Ciencia Ficción | CC IMPA | Director Autor              |                                                        |
| Insania                    | 2015 2016 2018 | Drama                   | CC IMPA | Director Autor              |                                                        |
| Lady Dómina                | 2015           | Drama                   | Teatro El Porteño | Director Autor              | Adaptada en Puerto Rico                                |
| Del amor y otras histerias | 2013 2015      | Comedia Dramática       | - La Tertulia (CABA/Argentina) - La Mueca (CABA/Argentina) - Teatro del Anglo (Montevideo/Uruguay) | Director Autor              | Tres temporadas. Gira en Teatro del Anglo (Montevideo) |

## Televisión
| Año            | Programa                                                          | Rol                                   | Canal                        | Notas                              |
| -------------- | ----------------------------------------------------------------- | ------------------------------------- | ---------------------------- | ---------------------------------- |
| 2015           | Variaciones Walsh                                                 | Coordinador de Producción             | Televisión Pública Argentina | Nominación a premios Martín Fierro |
| 2013           | Homenaje a Teatro Abierto                                         | Productor                             | Televisión Pública Argentina | Nominación a premios Martín Fierro |
| 2009           | Hoy puede ser                                                     | Productor                             | Canal 13 (Argentina)         |                                    |
| 2007 2008 2009 | Cuestión de peso                                                  | Participante productor                | Televisión Pública Argentina |                                    |
| 2002 2003      | Noticias RCN                                                      | Corresponsal de noticias en Argentina | Canal RCN                    |                                    |
| 1996 1999      | Noticaribe 30 Min con Jimmy Sexto Set Deportivísimo Magazine Real | Director Productor                    | Telecaribe                   |                                    |

## Publicaciones
Caballero, Paul (2015). «Sexociudadanos, la sexualidad en la construcción de la ciudadanía». Qué democracia para el siglo XXI. Buenos Aires: Democracia en red. pp. 153-167. ISBN 978-987-45915-0-0. Consultado el 12 de junio de 2023.
Caballero, Paul (compilador), ed. (2020). Coronapapers (en español  ). Buenos Aires: ILGALAC. p. 76. Consultado el 12 de junio de 2023.

## Reconocimientos
- Reconversos - Declarada de Interés cultural Legislatura de la Ciudad de Buenos Aires (2022)
- Reconversos - Declarada de Interés cultural Legislatura de la Provincia de Mendoza (2023)
- Siete Pasos - Ganadora del concurso de perfomances del Ministerio de Cultura (2022)